# دانا هاموند
دانا هاموند (بالإنجليزية: Dana Hammond)‏ هو منتج أسطوانات وملحن وكاتب أغاني وموسيقي أمريكي، ولد في 4 يوليو 1978 في لوس أنجلوس في الولايات المتحدة.

## وصلات خارجية
- الموقع الرسمي